# غاستون تورس
غاستون تورس (بالإسبانية: Gastón Turus)‏ هو لاعب كرة قدم أرجنتيني في مركز الدفاع، ولد في 27 مايو 1980 في Colonia Caroya ‏ في الأرجنتين. لعب مع نادي أتليتيكو بيلغرانو.

## وصلات خارجية
- غاستون تورس على موقع قاعدة بيانات كرة القدم.إي يو (الإنجليزية)
- غاستون تورس على موقع Soccerway.com (الإنجليزية)